# Mistrzostwa Europy w Boksie Kobiet 2018
Mistrzostwa Europy w Boksie Kobiet 2018 – zawody bokserskie rozegrane w dniach 4-13 czerwca w Asics Arena w Sofii. W 10 konkurencjach wzięło udział 146 zawodniczek z 32 państw. Ta edycja była jedną z możliwości kwalifikacji na igrzyska europejskie w Baku. Awans uzyskało po 10 zawodniczek z każdej z pięciu konkurencji, tj. 51 kg, 57 kg, 60 kg, 69 kg, 75 kg. Limit wiekowy wynosił od 19 do 40 lat. Początkowo mistrzostwa miały się odbyć we Władysławowie w dniach 10-19 maja, lecz Europejska Federacja Bokserska odebrała prawa do jej organizacji.

## Medalistki
Źródło: .
| Konkurencja                  | Złoto                | Srebro                | Brąz                       |
| Waga papierowa (48 kg)       | Jekatierina Pałtcewa | Sewda Asenowa         | Hanna Ochota               |
| Waga papierowa (48 kg)       | Jekatierina Pałtcewa | Sewda Asenowa         | Steluța Duță               |
| Waga musza (51 kg)           | Swietłana Sołujanowa | Buse Naz Çakıroğlu    | Gabriela Dimitrowa         |
| Waga musza (51 kg)           | Swietłana Sołujanowa | Buse Naz Çakıroğlu    | Jana Burym                 |
| Waga kogucia (54 kg)         | Stojka Petrowa       | Delphine Mancini      | Wiktorija Kuleszowa        |
| Waga kogucia (54 kg)         | Stojka Petrowa       | Delphine Mancini      | Arianna Giulia De Laurenti |
| Waga piórkowa (57 kg)        | Stanimira Petrowa    | Darja Abramowa        | Mona Mestiaen              |
| Waga piórkowa (57 kg)        | Stanimira Petrowa    | Darja Abramowa        | Michaela Walsh             |
| Waga lekka (60 kg)           | Mira Potkonen        | Anastasija Bieliakowa | Kellie Harrington          |
| Waga lekka (60 kg)           | Mira Potkonen        | Anastasija Bieliakowa | Denica Elisejewa           |
| Waga lekkopółśrednia (64 kg) | Melis Jonuzowa       | Sema Çalışkan         | Marija Badulina-Bowa       |
| Waga lekkopółśrednia (64 kg) | Melis Jonuzowa       | Sema Çalışkan         | Jekatierina Dynnik         |
| Waga półśrednia (69 kg)      | Elina Gustafsson     | Jarosława Jakuszina   | Assunta Canfora            |
| Waga półśrednia (69 kg)      | Elina Gustafsson     | Jarosława Jakuszina   | Nadine Apetz               |
| Waga średnia (75 kg)         | Nouchka Fontijn      | Marija Boruca         | Sarah Scheurich            |
| Waga średnia (75 kg)         | Nouchka Fontijn      | Marija Boruca         | Lauren Price               |
| Waga półciężka (81 kg)       | Marija Urakowa       | Elif Güneri           | Wiktoria Kebikawa          |
| Waga półciężka (81 kg)       | Marija Urakowa       | Elif Güneri           | Anastasija Czernokołenko   |
| Waga ciężka (+81 kg)         | Flavia Severin       | Kristina Tkaczowa     | Şennur Demir               |
| Waga ciężka (+81 kg)         | Flavia Severin       | Kristina Tkaczowa     | Lidia Fidura               |

## Tabela medalowa
Źródło: .
| Pozycja | Państwo   |   |   |   | Razem |
| ------- | --------- | - | - | - | ----- |
| 1.      | Rosja     | 3 | 4 | 2 | 9     |
| 2.      | Bułgaria  | 3 | 1 | 2 | 6     |
| 3.      | Finlandia | 2 | 0 | 0 | 2     |
| 4.      | Włochy    | 1 | 0 | 2 | 3     |
| 5.      | Holandia  | 1 | 0 | 0 | 1     |
| 6.      | Turcja    | 0 | 3 | 1 | 4     |
| 7.      | Ukraina   | 0 | 1 | 3 | 4     |
| 8.      | Francja   | 0 | 1 | 1 | 2     |
| 9.      | Białoruś  | 0 | 0 | 2 | 2     |
| 9.      | Irlandia  | 0 | 0 | 2 | 2     |
| 9.      | Niemcy    | 0 | 0 | 2 | 2     |
| 12.     | Polska    | 0 | 0 | 1 | 1     |
| 12.     | Rumunia   | 0 | 0 | 1 | 1     |
| 12.     | Walia     | 0 | 0 | 1 | 1     |

## Uczestnicy
W zawodach wzięło udział 146 zawodniczek z 32 państw.

- Anglia (4)
- Armenia (2)
- Azerbejdżan (1)
- Białoruś (8)
- Bułgaria (7)
- Chorwacja (3)
- Czarnogóra (1)
- Czechy (5)
- Dania (2)
- Finlandia (3)
- Francja (6)
- Grecja (3)
- Gruzja (1)
- Hiszpania (6)
- Holandia (3)
- Irlandia (3)
- Kosowo (1)
- Litwa (2)
- Mołdawia (2)
- Niemcy (9)
- Norwegia (2)
- Polska (8)
- Rosja (10)
- Rumunia (6)
- Serbia (4)
- Słowenia (1)
- Szwecja (4)
- Turcja (10)
- Ukraina (10)
- Walia (2)
- Węgry (9)
- Włochy (8)

## Występy Polek
Do mistrzostw przystąpiło 8 zawodniczek z polskim obywatelstwem.
| Zawodniczka        | Konkurencja | 1/16 finału            | 1/8 finału                | Ćwierćfinał             | Półfinał                | Finał                   | Pozycja |
| ------------------ | ----------- | ---------------------- | ------------------------- | ----------------------- | ----------------------- | ----------------------- | ------- |
| Sandra Drabik      | 51 kg       | Wolny los              | Busenaz Çakıroğlu P 0–5   | Nie zakwalifikowała się | Nie zakwalifikowała się | Nie zakwalifikowała się | 9.      |
| Anna Góralska      | 54 kg       | Foteini Plea P 1–4     | Nie zakwalifikowała się   | Nie zakwalifikowała się | Nie zakwalifikowała się | Nie zakwalifikowała się | 17.     |
| Sandra Kruk        | 57 kg       | Wolny los              | Lăcrămioara Perijoc P 1–4 | Nie zakwalifikowała się | Nie zakwalifikowała się | Nie zakwalifikowała się | 9.      |
| Aneta Rygielska    | 60 kg       | Wolny los              | Donjeta Sadiku W 5–0      | Mira Potkonen P 0–5     | Nie zakwalifikowała się | Nie zakwalifikowała się | 5.      |
| Karolina Koszewska | 69 kg       | Marianne Ahlborg W 5–0 | Elina Gustafsson P 0–5    | Nie zakwalifikowała się | Nie zakwalifikowała się | Nie zakwalifikowała się | 9.      |
| Elżbieta Wójcik    | 75 kg       | –                      | Wolny los                 | Sarah Scheurich P 0–5   | Nie zakwalifikowała się | Nie zakwalifikowała się | 5.      |
| Agata Kaczmarska   | 81 kg       | –                      | –                         | Elif Güneri P 0–5       | Nie zakwalifikowała się | Nie zakwalifikowała się | 5.      |
| Lidia Fidura       | +81 kg      | –                      | –                         | Adrienn Juhász W 5–0    | Kristina Tkaczewa P WO  | Nie zakwalifikowała się |         |